# Ludwig Beck
Ludwig August Theodor Beck (Biebrich, 29 juni 1880 – Berlijn, 20 juli 1944) was een Duitse officier en Generaloberst. Tijdens de Tweede Wereldoorlog was hij betrokken bij de aanslag op Hitler.

## Levensloop
Beck nam in 1898 dienst bij het 15e artillerieregiment van het Pruisische leger. Van 1908 tot 1911 bezocht hij de Militaire academie in Berlijn, waarna hij in 1912 een functie kreeg bij de Generale Staf. Tijdens de Eerste Wereldoorlog vocht hij aan het westfront. In 1919 ging hij deel uitmaken van de Reichswehr. Op 1 oktober 1933 werd hij benoemd tot chef van het Truppenamt (een "schaduw" Generale Staf). In 1935 werd de Reichswehr gereorganiseerd tot Wehrmacht, Beck werd stafchef van de Generale Staf van het Heer (de Duitse landmacht).

### Verzet tegen Hitler
In 1938 sprak hij zich uit tegen de annexatie van Sudetenland in Tsjechoslowakije. Ervan overtuigd dat de Deutsche Wehrmacht niet sterk genoeg zou zijn om tegen Frankrijk en Engeland een eventueel komende oorlog te winnen, probeerde hij veel officieren in zijn omgeving ervan te overtuigen om massaal ontslag te nemen om zo Hitler op andere gedachten te brengen. Dat lukte niet, onder meer door tegenstand van generaal Walther von Brauchitsch. In augustus 1938 nam hij als enige ontslag.
Inmiddels had hij de nodige mensen om zich heen verzameld die ook tegenstanders van het bewind van Adolf Hitler waren. Een aanslag op het leven van Hitler werd voorbereid, na het slagen hiervan zou Beck staatshoofd worden en proberen vrede te sluiten met het Verenigd Koninkrijk en Frankrijk.

### Aanslag op Hitler
Verschillende plannen voor een aanslag op Hitler werden op het laatste moment stopgezet, maar uiteindelijk werd op 20 juli 1944 door kolonel Claus Schenk von Stauffenberg een bomaanslag gepleegd. Deze mislukte echter, Hitler overleefde de aanslag. Beck was de enige officier in burgerkledij onder de militairen die de aanslag beraamden op die dag. Hiermee wilde hij de humanitaire kant van de zaak benadrukken en niet zozeer zijn militaire overtuigingen. De samenzweerders werden door generaal Friedrich Fromm op het hoofdkwartier van het leger aan de Bendlerstrasse in Berlijn opgepakt en meteen ter dood veroordeeld. Aan Beck werd de "gunst" verleend om zelfmoord te mogen plegen. Twee pogingen om zichzelf dood te schieten mislukten echter, hij raakte alleen zwaargewond. Daarop schoot een Feldwebel van de Wehrmacht hem dood.
In 1956 werd een Duitse kazerne in Sonthofen ter nagedachtenis naar hem vernoemd: de Generaloberst-Beck-Kaserne.

## Militaire loopbaan
- Fahnenjunker: 12 maart 1898[5]
- Fähnrich: 8 oktober 1898[4]
- Leutnant: 18 augustus 1899[3][4][5]
- Oberleutnant: 17 september 1909[3][4][5]
- Hauptmann: 1 oktober 1913[3][4][5]
- Major i.G.[5]: 18 april 1918[3][4]
- Oberstleutnant: 15 april 1923[3][4][5]
- Oberst: 1 november 1927[4] - 1 november 1929[3][5]
- Generalmajor: 1 februari 1931[2][4][5]
- Generalleutnant: 1 december 1932[2][4][6]
- General der Artillerie: 1 oktober 1935[2][4][6]
- Generaloberst: 31 oktober 1938[2] - 1 november 1938[4]

## Decoraties
- IJzeren Kruis  1914, 1e en 2e Klasse[4][7][8][5]
- Ridderkruis in de Huisorde van Hohenzollern met Zwaarden[7][5] op 17 juli 1917[4]
- Kroonorde (Pruisen), 4e Klasse[7][8]
- Onderscheiding voor Trouwe Dienst (Pruisen)[4][7][8]
- Ridder der Eerste Klasse in de Albrechtsorde met Zwaarden[4][7]
- Ridder der Eerste Klasse in de Frederiks-Orde met Zwaarden[4][7]
- Hanseatenkruis van Hamburg[4][7]
- Friedrich August-Kruis, 1e en 2e Klasse[4][7]
- Hanseatenkruis van Bremen[4][7]
- Kruis voor Trouwe Dienst (Schaumburg Lippe)[4][7]
- IJzeren Halve Maan[4][7]
- Dienstonderscheiding van Leger en Marine voor (25 dienstjaren)[4][7][8]